# Посольство Мальты в России
Посольство Республики Мальта в Российской Федерации (мальт. Ambaxxata tar-Repubblika ta' Malta fil-Federazzjoni Russa, англ. Embassy of the Republic of Malta in the Russian Federation) — официальная дипломатическая миссия Мальты в России, расположена в Москве на Якиманке в дипломатическом корпусе на улице Коровий Вал. 
- Адрес посольства: 119049, Москва, улица Коровий Вал, дом 7, стр.1, офис 219 (подъезд 8, 7-й этаж)[1]
- Посол Мальты в Российской Федерации: Кармело Ингуанез (с 2024 года).
- Консульство: Москва, Донская улица, 18/7.

## Дипломатические отношения
Дипломатические отношения Мальты и СССР были установлены 19 июля 1967 года. В декабре 1991 года правительство Мальты официально признало Россию в качестве суверенного государства-продолжателя СССР.
Посольство в Москве также представляет интересы Мальты в Белоруссии и Казахстане.

## Послы Мальты в России
- Арвид Пардо (1969—1971)
- Энтони Пулличино (1971—19??)
- Джузеппе Шкембри (1982—1986, врем. поверенный)
- Морис Джозеф Лубрано (1987—199?)
- Пол Джозеф Науди (199?—2002)
- Джозеф Кассар (2002—2005)
- Марио Коста (2005—2007)
- Джанфранко Факко Бонетти (2007—2009)
- Кармел Ингуанез (2009—2011)
- Раймонд Сарсеро (2012—2013)
- Кармел Бринкат (2013—2019)
- Пьер Клайв Аджус (2019—2023)
- Кармело Ингуанез (2024 — н. в.)